# Herqueville (Manche)
Herqueville ist eine Ortschaft und eine ehemalige französische Gemeinde mit 146 Einwohnern (Stand: 1. Januar 2022) im Département Manche in der Region Normandie. Sie gehörte zum Arrondissement Cherbourg und zum Kanton La Hague.
Mit Wirkung vom 1. Januar 2017 wurde die bisherige Gemeinde Herqueville mit den übrigen 18 Gemeinden der ehemaligen Communauté de communes de la Hague zu einer Commune nouvelle mit dem Namen La Hague zusammengeschlossen und verfügt in der neuen Gemeinde über den Status einer Commune déléguée. Der Verwaltungssitz befindet sich im Ort Beaumont-Hague.

## Geografie
Herqueville liegt auf der Halbinsel Cotentin in der Landschaft La Hague.
Angrenzende Gemeinden waren:
- Jobourg
- Omonville-la-Petite
- Digulleville
- Beaumont-Hague

An der Küste kann man den Kontakt zwischen den cadomischen Graniten und den Konglomeraten und Arkosen aus dem Kambrium beobachten.

## Toponymie
Herqueville leitet sich aus der französischen Endung -ville und aus dem germanischen Namen Hericus ab.

Es gibt einen Ort namens Herquemoulin, das aus Herqueville und moulin (fr.
Mühle) gebildet ist (vgl. Gattemare in Gatteville-le-Phare).

## Geschichte
Eine kleinere archäologische Stätte aus dem Neolithikum wurde anlässlich von zwischen 1967 und 1969 durchgeführten Ausgrabungen entdeckt. Das Er-Lannic-Stil ist erkennbar.

## Wirtschaft
Die Wiederaufbereitungsanlage La Hague befindet sich teilweise im Gemeindegebiet von Herqueville.
Von dem Ort Anse des Moulinets aus wird das schwachradioaktive Abwasser der Wiederaufbereitungsanlage (und des angrenzenden Centre de stockage de la Manche) in die Straße von Alderney abgeleitet.

## Sehenswürdigkeiten
- Das aus Holz hergestellte Gewölbe des Kirchenschiffes sieht wie ein umgedrehtes Schiff aus. 1785 wurde der Chor erbaut. Die Glocke kommt aus der Kirche von Omonville-la-Petite.
- Gemeinsam mit Port Racine in Saint-Germain-des-Vaux, Goury in Auderville und Le Hâble ist der Houguet-Hafen (port du Houguet) im Ort Treize Vents (Dreizehn Winde) am Fuße der Felsen in Herqueville einer der vier Häfen in La Hague. Der Hafen war bekannt für den Tabakschmuggel mit Alderney gegen 1800–1850.

## Persönlichkeiten

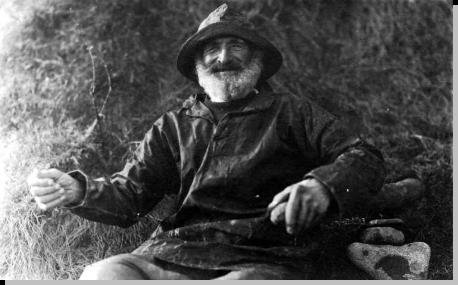
Le père Brumant

- Rémi Mauger (1958 in Herqueville geboren), Journalist bei France 3 Normandie Caen und Filmregisseur von Paul dans sa vie. Es geht um das Leben von Paul Bedel, Landwirt in Auderville, der ein altmodisches Leben führt.
- Le père Brumant (1858–1943) : Das Schiff Frédéric aus Boulogne-sur-Mer, das Portsmouth verließ, sollte Briketts nach Saint-Quay-Portrieux liefern. Am 11. Januar 1903 verlor das Schiff ein Teil der Segel wegen eines Sturms. Das Schiff befand sich vor Port-Racine, als es Schiffbruch erlitt. Von drei Männern an Bord wurde nur der jüngste von einem Seemann aus Herqueville namens père Brumant gerettet. Le père Brumant wurde durch sein Porträt, das von Lucien Goubert gemalt wurde, berühmt. Das Porträt wurde auch zum Logo des Café du Vieux Pêcheur.